# Zimt-Breitfußbeutelmaus

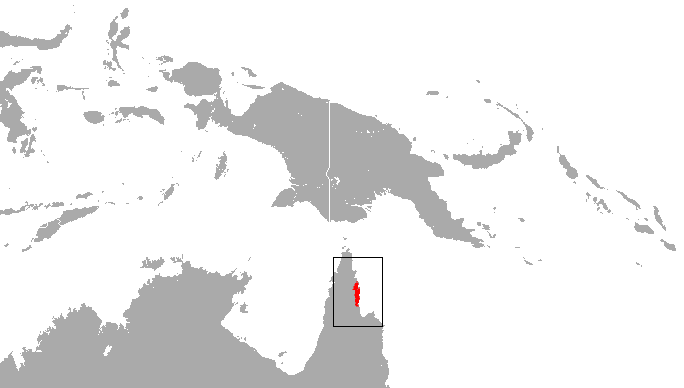
Verbreitungsgebiet der Zimt-Breitfußbeutelmaus (Antechinus leo)

Die Zimt-Breitfußbeutelmaus (Antechinus leo) ist ein dämmerungs- beziehungsweise nachtaktives Beuteltier aus der Familie der Raubbeutler. Diese Art wurde erst 1980 durch Steve van Dyck beschrieben, die erste detaillierte ökologische Studie wurde 1999 durchgeführt. Neben A. godmani ist es der seltenste Vertreter der Gattung der Breitfuß-Beutelmäuse.
Der Artzusatz im wissenschaftlichen Namen ist das lateinische Wort leo (Löwe). Er bezieht sich auf die löwenartige Fellfarbe und erste Funde am Fluss Leo Creek.

## Erscheinung
Der Trivialname bezieht sich auf die einheitlich zimtbraune Fellfärbung. Im Gegensatz zur Gelbfuß-Beutelmaus (A. flavipes), mit der diese Art oft verwechselt wurde, finden sich bei der Zimt-Breitfußbeutelmaus  keine hellen Ringe um die Augen. Ein Merkmal dieser Art ist die ungewöhnliche Form der Ohrmuschel.
Die Zimt-Breitfußbeutelmaus weist einen deutlichen Sexualdimorphismus auf. Männchen sind mit einer Kopf-Rumpf-Länge von 111 bis 155 Millimetern nicht nur etwas größer als die Weibchen (Kopf-Rumpf-Länge 95 bis 136 Millimeter), sie sind mit einem Gewicht von 45 bis 100 Gramm auch doppelt so schwer wie die Weibchen, die nur 30 bis 48 Gramm Körpergewicht erreichen.

## Verbreitung und Habitat
Die Zimt-Breitfußbeutelmaus ist auf der Kap-York-Halbinsel (Queensland, Australien) endemisch. Dort kommt diese Art nur auf einem schmalen Küstenstreifen zwischen der Iron Range und der McIlwraith Range vor, was einer Nord-Süd-Ausdehnung des Verbreitungsgebietes von lediglich 150 Kilometer entspricht.
Die von dieser semi-arborealen Art bewohnten Wälder sind einen großen Teil des Jahres von Hochwasser umschlossen. Während dieser Zeit bieten Baumhöhlen Schutz vor den Überflutungen. Das Auftreten der Zimt-Breitfußbeutelmaus ist mit dem Auftreten von kletternden Rattanpalmen (Calamus muelleri) sowie tropischen Lianen korreliert.

## Aktivität und Nahrung
Die Aktivitätszeit der Zimt-Breitfußbeutelmaus liegt normalerweise in der Dämmerung und in der Nacht. Dennoch können zumindest während der Fortpflanzungsperiode auch Tagstunden genutzt werden. Dass Aktivität vor allem während der Dunkelheit zu verzeichnen ist, ist hauptsächlich auf die Vermeidung tagaktiver Prädatoren, wie dem Mangrovekrähenwürger (Cracticus quoyi) oder dem Weißbrauenhabicht (Accipiter novaehollandiae) zurückzuführen. Des Weiteren ist während der Nacht die Verfügbarkeit von Beute erhöht - die Zimt-Breitfußbeutelmaus ernährt sich vorwiegend von Ameisen, Käfern, Raupen, Hundertfüßern, Schaben, Grillen, Spinnentieren und hin und wieder Ringelwürmern. Beute sucht sich diese Art in der Laubstreu am Boden des Waldes und auch im Blätterdach der Bäume.

## Fortpflanzung
Wie auch bei anderen Breitfuß-Beutelmäusen entspricht die Fortpflanzung einem generellen Muster, das durch ein synchronisiertes Sterben der Männchen kurz nach der Paarung gekennzeichnet ist. Die Paarung findet einmal pro Jahr zwischen Mitte September und Mitte Oktober statt. Anfang November werden die ersten Jungtiere geboren, die bis Anfang/Mitte Dezember in der Bauchfalte getragen werden. Diese Prozesse sind stark mit der Regenzeit und somit mit dem Nahrungsangebot korreliert. Der größte beobachtete Wurf umfasste 10 Jungtiere, was auch der Zahl der Mammae der Weibchen entspricht. Im ersten Wurf gebären Weibchen im Durchschnitt 9,6 Jungtiere, kommt es zu einer erneuten Verpaarung im Folgejahr, ist die Wurfgröße mit durchschnittlich 6,0 Jungtieren deutlich geringer. Während weibliche Nachkommen in der Nähe des Muttertieres verbleiben, wandern männliche Nachkommen bereits kurz nach dem Verlassen des Nestes ab, was höchstwahrscheinlich dem Vermeiden von Inzucht dient.

## Weblink
- Antechinus leo in der Roten Liste gefährdeter Arten der IUCN 2013.1. Eingestellt von: Burnett, S. & Winter, J., 2008. Abgerufen am 12. Oktober 2013.